# Thonne-les-Près
 Thonne-les-Près  es una población y comuna francesa, en la región de Lorena, departamento de Mosa, en el distrito de Verdún y cantón de Montmédy.

## Demografía
| 181 | 149 | 139 | 153 | 155 | 164 |
| Para los censos de 1962 a 1999 la población legal corresponde a la población sin duplicidades (Fuente: INSEE [Consultar]) |     |     |     |     |     |